# Toyota-United Pro Cycling Team/2007
Samenstelling van de Toyota-United Pro Cycling Team wielerploeg in 2007:
| Naam               | Geboortedatum | Nationaliteit    | Ploeg 2006                       |
| ------------------ | ------------- | ---------------- | -------------------------------- |
| Chris Baldwin      | 15.10.1975    | Verenigde Staten |                                  |
| Stefano Barberi    | 27.03.1984    | Verenigde Staten |                                  |
| Heath Blackgrove   | 05.12.1980    | Nieuw-Zeeland    |                                  |
| Iván Domínguez     | 28.05.1976    | Cuba             |                                  |
| Justin England     | 17.07.1978    | Verenigde Staten |                                  |
| Walker Ferguson    | 26.02.1982    | Verenigde Staten | Elite zonder contract            |
| José-Manuel Garcia | 01.12.1972    | Mexico           |                                  |
| Robert Lea         | 17.10.1983    | Verenigde Staten |                                  |
| Caleb Manion       | 30.01.1981    | Australië        | Jelly Belly Cycling Team         |
| Nathan Mitchell    | 07.07.1984    | Verenigde Staten | Elite zonder contract            |
| Mark Scanlon       | 10.10.1980    | Ierland          | AG2R Prévoyance                  |
| Ivan Stevic        | 12.03.1980    | Servië           | Toyota - United Pro Cycling Team |
| Sean Sullivan      | 18.08.1978    | Australië        |                                  |
| Burke Swindlehurst | 03.10.1973    | Verenigde Staten | Navigators Insurance             |
| Henk Vogels jr.    | 31.07.1973    | Australië        | Davitamon - Lotto                |
| Chris Wherry       | 18.07.1973    | Verenigde Staten |                                  |